# Ballstraße 24 (Quedlinburg)

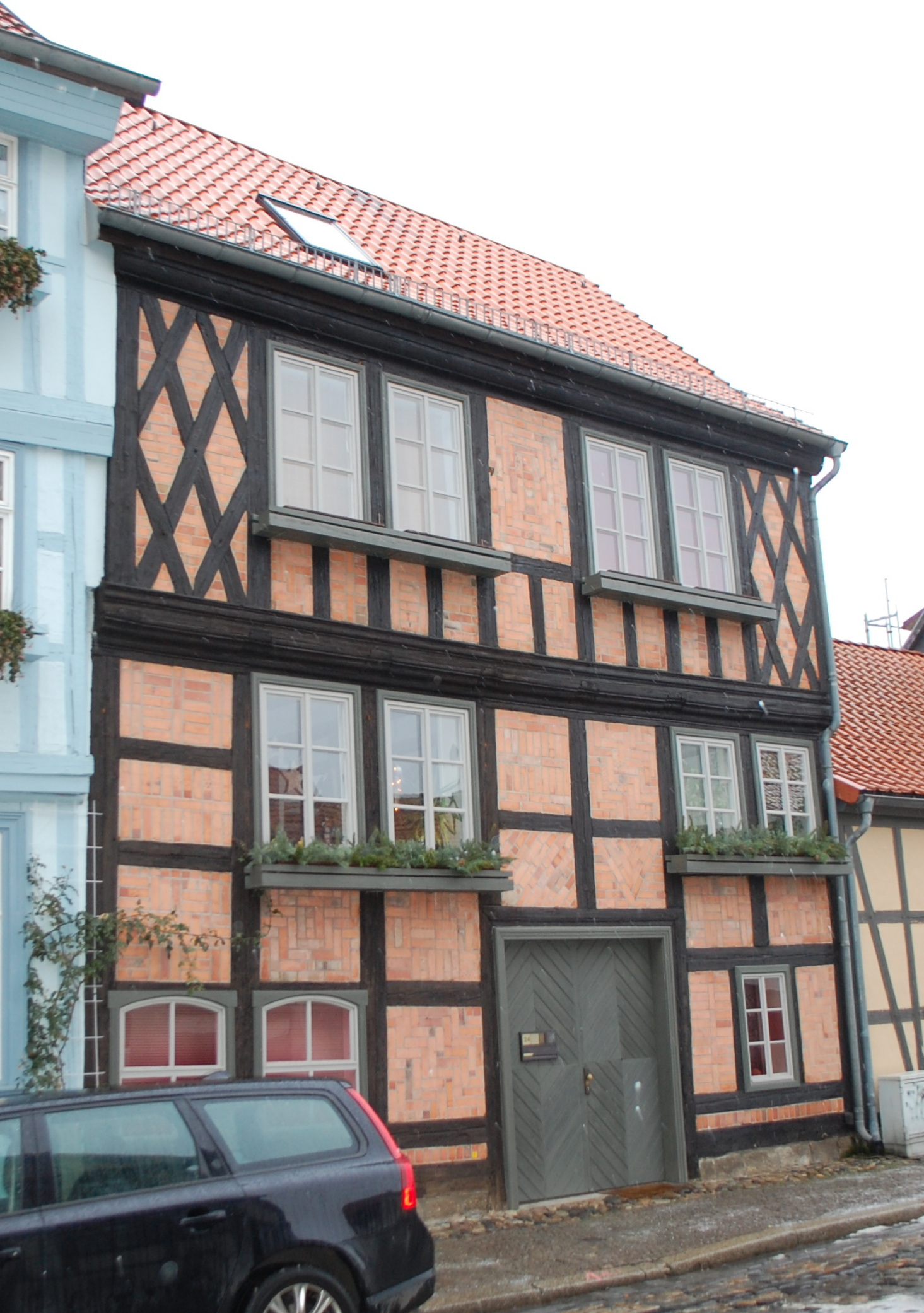
Ballstraße 24

Das Haus Ballstraße 24 ist ein denkmalgeschütztes Gebäude in der Stadt Quedlinburg in Sachsen-Anhalt.

## Lage
Es befindet sich im östlichen Teil der historischen Quedlinburger Neustadt und gehört zum UNESCO-Weltkulturerbe. Nördlich grenzt das gleichfalls denkmalgeschützte Haus Ballstraße 23 an.

## Architektur und Geschichte
Das große Fachwerkhaus entstand in der Zeit um 1680. Im Quedlinburger Denkmalverzeichnis ist das Haus als Wohnhaus eingetragen. Das Gebäude verfügt über ein Zwischengeschoss. Die Fachwerkfassade des Obergeschosses weist als Fachwerkformen Rautenkreuze und die Thüringer Leiter auf.